# Tényleg Maddy
A Tényleg Maddy (eredeti címén Really Me) kanadai szituációs komédia, amelyet Tom McGillis és Jennifer Pertsch alkotott. A forgatókönyvet Ethan Banville írta, Brian K. Roberts rendezte, a zenéjét Don Breithaupt szerezte, a producere Alice Prodanou és Brian Irving. A Fresh TV és a Really Me Productions készítette, a FremantleMedia forgalmazta. 
Kanadában 2011. április 22. és 2013. április 5. között a Family Channel tűzte műsorra. Magyarországon a Megamax adta le.

## Ismertető
A főhős, Maddy Cooper 15 éves, átlagos tinédzser. Váratlanul híres lesz, amikor nyer egy versenyen, és saját valóságshow-t indít. Maddy középső gyermek, aki eddig egész életében jól nézett ki. A bátyja Brody, jó sportoló, míg öccsem Clarke zseni. Édesapjuk, Ray egykor NHL hokisztár volt. 
Maddy lassacskán rádöbben, hogy a Cooper família már nem lesz soha olyan, mint régen. Magánélete kezdi megsínyleni új életmódját és idővel rájön: a hírnév nem olyan csodás dolog, mint amilyennek azt eleinte hitte.

## Szereplők
| Szereplő      | Színész        | Magyar hang[forrás?]            | Leírás                                                                        |
| ------------- | -------------- | ------------------------------- | ----------------------------------------------------------------------------- |
| Maddy Cooper  | Sydney Imbeau  | Hermann Lilla                   | Átlagos 15 éves lány, aki megnyert egy versenyt és saját tévéműsora lett      |
| Julia Wilson  | Kiana Madeira  | Berkes Boglárka                 | Maddy legjobb barátnője, aki mindenben támogatja őt. Fülig szerelmes Brodyba. |
| Brody Cooper  | Wesley Morgan  | Markovics Tamás                 | Maddy testvére, népszerű sportoló, csapatkapitány                             |
| Clarke Cooper | Azer Greco     | Straub Martin                   | Maddy testvére, nyolcéves zseni, fülig szerelmes Juliába                      |
| Ray Cooper    | Neil Crone     | Kerekes József                  | Maddy megözvegyült apja, egykor profi hokijátékos                             |
| Ray Cooper    | Neil Crone     | Háda János (1. évad, 5-6. rész) | Maddy megözvegyült apja, egykor profi hokijátékos                             |
| Charlene      | Heather Hanson | Kiss Erika                      | Maddy műsorának szarkasztikus, örökösen stresszes tévéproducere               |
| DJ            | Mike Lobel     | Renácz Zoltán                   | Egy filmes iskola frissen végzett hallgatója                                  |

## Epizódok

### 1. évad
| #   | #   | Eredeti cím            | Eredeti premier     | Magyar premier    | Író              | Rendező          | Gyártási kód |
| --- | --- | ---------------------- | ------------------- | ----------------- | ---------------- | ---------------- | ------------ |
| 1.  | 1.  | A Star Is Born         | 2011. március 26.   | 2014. október 16. | Jennifer Pertsch | Brian K. Roberts | 101          |
| 2.  | 2.  | Fandemonium            | 2011. április 24.   | 2014. október 17. |                  | Brian K. Roberts | 102          |
| 3.  | 3.  | Grounded in Reality    | 2011. május 1.      | 2014. október 18. |                  | Brian K. Roberts | 103          |
| 4.  | 4.  | Score                  | 2011. május 8.      | 2014. október 19. | Alex Ganetakos   | Brian K. Roberts | 104          |
| 5.  | 5.  | Save the Date!         | 2011. július 22.    | 2014. október 20. | Alice Prodanou   | Brian K. Roberts | 105          |
| 6.  | 6.  | Comedy Gold...Fish     | 2011. augusztus 12. | 2014. október 21. | Alice Prodanou   | Brian K. Roberts | 106          |
| 7.  | 7.  | Tough Break            | 2011. augusztus 12. | 2014. október 22. | Lyndon Casey     | Brian K. Roberts | 107          |
| 8.  | 8.  | Too C.U.T.E.           | 2011. augusztus 19. | 2014. október 23. |                  | Brian K. Roberts | 108          |
| 9.  | 9.  | Best Frenemies Forever | 2011. szeptember 2. | 2014. október 24. | Conor Casey      | Brian K. Roberts | 109          |
| 10. | 10. | Jealous of My Relish   | 2011. november 20.  | 2014. október 25. | Jennifer Pertsch | Brian K. Roberts | 110          |
| 11. | 11. | A Very Maddy Christmas | 2011. december 3.   | 2014. október 26. | Alex Ganetakos   | Brian K. Roberts | 111          |
| 12. | 12. | Mad Matt               | 2011. december 17.  | 2014. október 27. |                  | Brian K. Roberts | 112          |
| 13. | 13. | Really Donkers         | 2012. március 23.   | 2014. október 28. | Alex Ganetakos   | Brian K. Roberts | 113          |

### 2. évad
| #   | #   | Eredeti cím               | Eredeti premier    | Magyar premier     | Gyártási kód |
| --- | --- | ------------------------- | ------------------ | ------------------ | ------------ |
| 14. | 1.  | A Newtmare on Elm Street  | 2012. október 5.   | 2014. október 29.  | 201          |
| 15. | 2.  | Scary Poppins             | 2012. október 19.  | 2014. október 30.  | 202          |
| 16. | 3.  | Extreme Sixteen           | 2012. november 9.  | 2014. október 31.  | 203          |
| 17. | 4.  | Cuffed Up                 | 2012. december 26. | 2014. november 1.  | 204          |
| 18. | 5.  | Get Him to the Geek       | 2013. január 6.    | 2014. november 2.  | 205          |
| 19. | 6.  | Oh Brody, Where Art Thou? | 2013. január 11.   | 2014. november 3.  | 206          |
| 20. | 7.  | Truth or Dare             | 2013. január 25.   | 2014. november 4.  | 207          |
| 21. | 8.  | Clap of Thunder           | 2013. február 8.   | 2014. november 5.  | 208          |
| 22. | 9.  | UFO-ney                   | 2013. február 15.  | 2014. november 6.  | 209          |
| 23. | 10. | Cooper Collegiate         | 2013. február 22.  | 2014. november 7.  | 210          |
| 24. | 11. | Sauce Boss                | 2013. március 1.   | 2014. november 8.  | 211          |
| 25. | 12. | Residence Evil            | 2013. március 29.  | 2014. november 9.  | 212          |
| 26. | 13. | You're Really Me!         | 2013. április 5.   | 2014. november 10. | 213          |